# Avenida Zerega (línea Pelham)
Avenida Zerega  es una estación en la línea Pelham del Metro de Nueva York de la División A del Interborough Rapid Transit Company. La estación se encuentra localizada en el barrio Castle Hill, Bronx y entre la Avenida Zerega y la Avenida Westchester. La estación es servida en varios horarios por diferentes trenes de los servicios  y .

## Galería

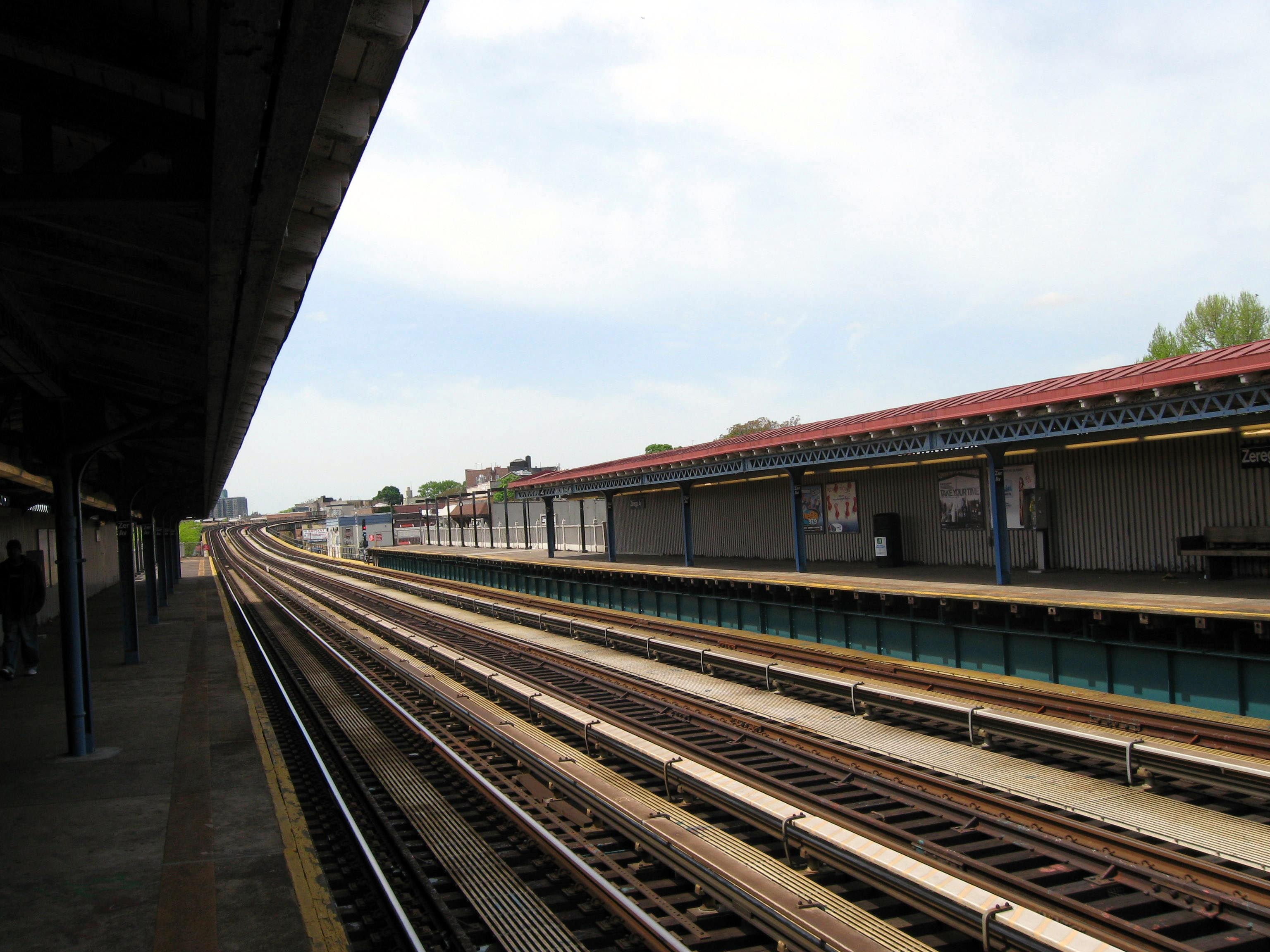
Mirando hacia el Oeste
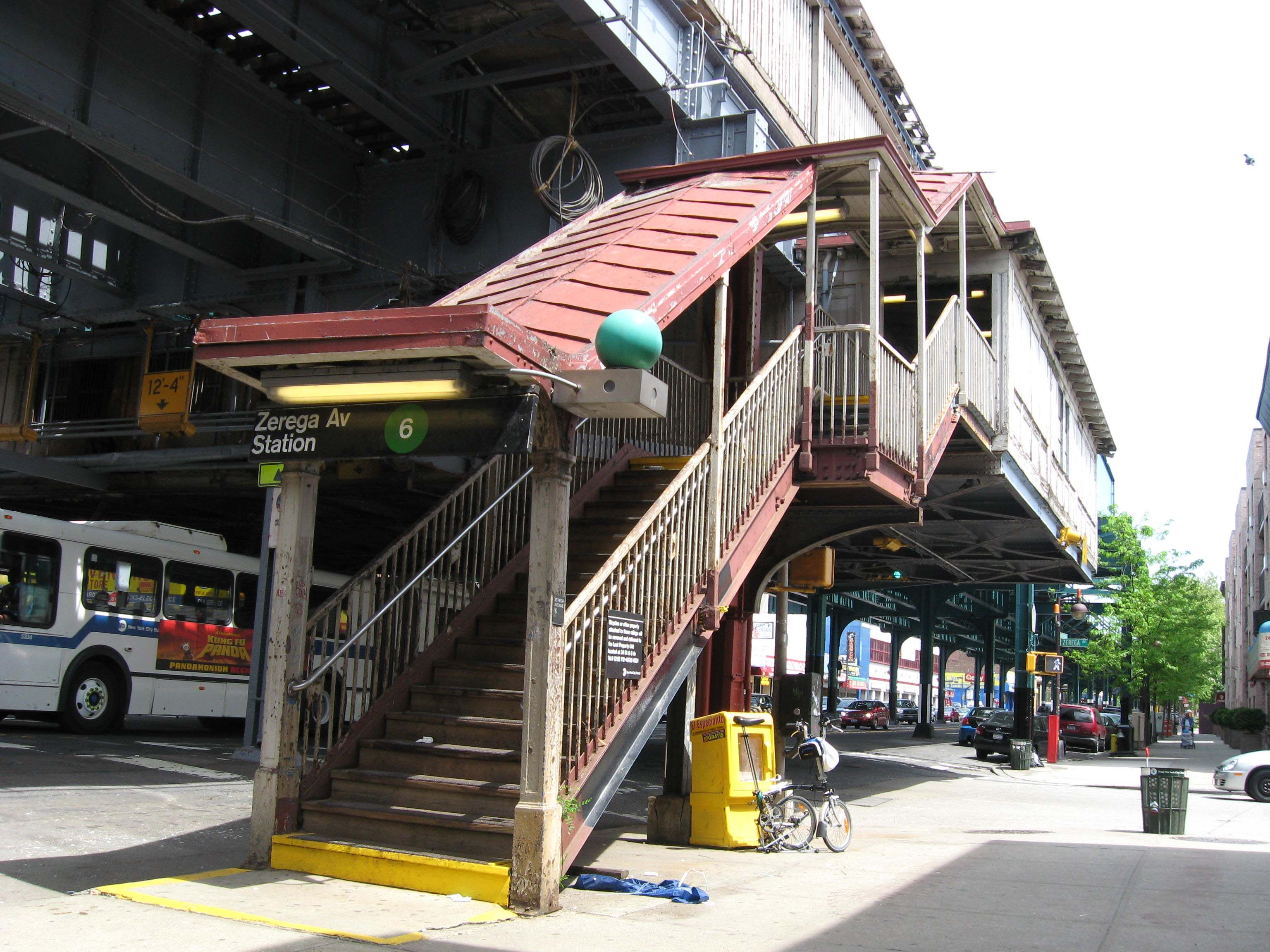
Escalera